# Of Human Bondage (1964)
Of Human Bondage (br: Servidão Humana) é um filme britânico de 1964, do gênero drama, dirigido por Ken Hughes e Henry Hathaway, com roteiro de Bryan Forbes baseado na obra homônima de W. Somerset Maugham. A trilha sonora é de Ron Goodwin.
Henry Hathaway planejara o filme para Marilyn Monroe e Montgomery Clift e abandonou o projeto por não concordar com os atores escalados.

## Sinopse
Um jovem estudante de medicina com ambições artísticas se apaixona por uma garçonete, que o abandona e acaba casando com outro homem. Quando ela retorna grávida, ele a aceita de volta.

## Elenco
- Kim Novak.... Mildred Rogers
- Laurence Harvey.... Philip Carey
- Robert Morley.... Dr. Jacobs
- Siobhan McKenna.... Nora Nesbitt
- Roger Livesey.... Thorpe Athelny
- Jack Hedley.... Griffiths
- Nanette Newman.... Sally Athelny
- Ronald Lacey.... 'Matty' Mathews

## Principais prêmios e indicações
BAFTA 1965 (Reino Unido)
- Indicado na categoria de melhor figurino em filme britânico - preto e branco[carece de fontes?]

Festival de Berlim 1964 (Alemanha)
- Indicado ao Urso de Ouro[carece de fontes?]